# Timoléon Láciosz
Timoléon Láciosz (görög:Τιμολέων Λάτσιος) (Lárisza, 1930 – 2021. szeptember 1.) görög nemzetközi labdarúgó-játékvezető.

## Pályafutása

### Nemzeti játékvezetés
1967-ben lett az I. Liga játékvezetője. Az aktív nemzeti játékvezetéstől 1977-ben vonult vissza.

### Nemzetközi játékvezetés
A Görög labdarúgó-szövetség Játékvezető Bizottsága (JB) terjesztette fel nemzetközi játékvezetőnek, a Nemzetközi Labdarúgó-szövetség (FIFA) 1969-től tartotta nyilván bírói keretében. Több nemzetek közötti válogatott és klubmérkőzést vezetett. A görög nemzetközi játékvezetők rangsorában, a világbajnokság-Európa-bajnokság sorrendjében többedmagával a 13. helyet foglalja el 2 találkozó szolgálatával. Az aktív nemzetközi játékvezetéstől 1977-ben búcsúzott. Válogatott mérkőzéseinek száma: 2.

#### Európa-bajnokság
Az európai torna döntőjéhez vezető úton Belgiumba a IV., az 1972-es labdarúgó-Európa-bajnokságra az UEFA JB játékvezetőként foglalkoztatta.

##### Selejtező mérkőzés
| Időpont          | Helyszín                    | Mérkőzés típusa           | Mérkőzés     | Eredmény | Nézők száma |
| ---------------- | --------------------------- | ------------------------- | ------------ | -------- | ----------- |
| 1971. június 12. | Wildpark Stadion, Karlsruhe | előselejtező (8. csoport) | NSZK–Albánia | 2 : 0    | 44 833      |